# Schloss Steinach (Niederbayern)

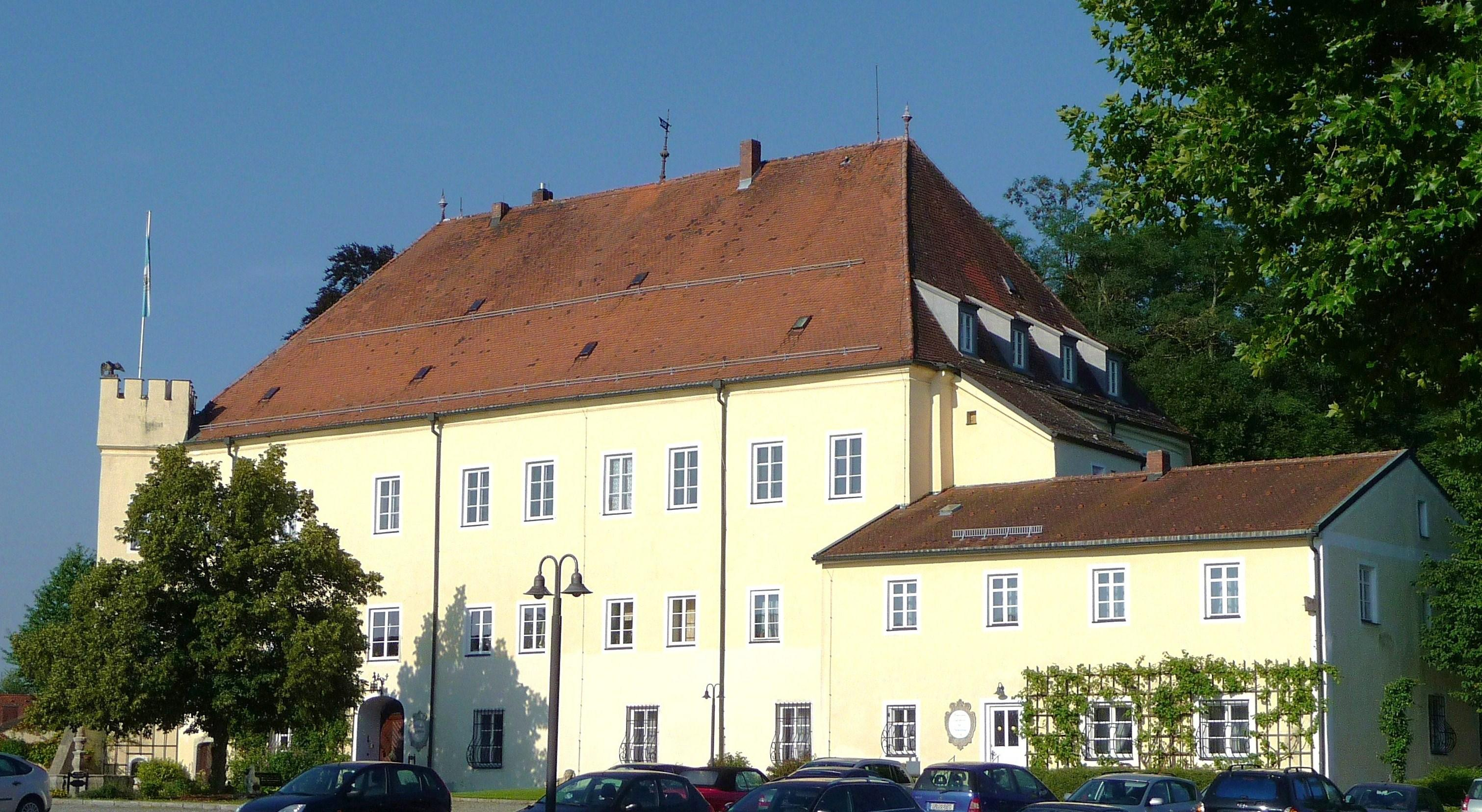
Schloss Steinach in Steinach (Niederbayern)

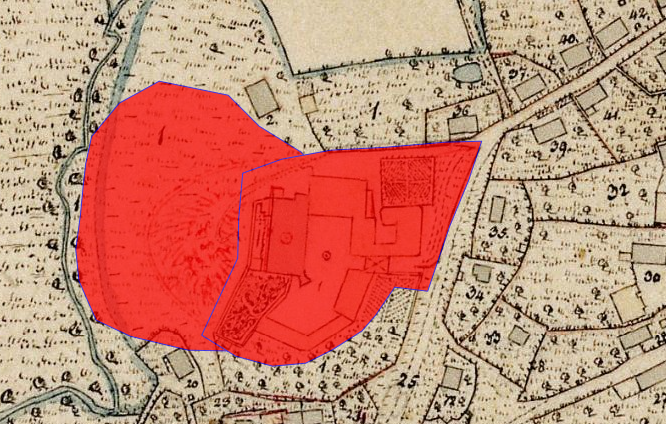
Lageplan von Schloss Steinach (Niederbayern) auf dem Urkataster von Bayern

Das Schloss Steinach befindet sich in der gleichnamigen Gemeinde im niederbayerischen Landkreis Straubing-Bogen (August-Schmieder-Straße 21). Es ist unter der Aktennummer D-2-78-190-1 als Baudenkmal verzeichnet. Die Anlage wird ferner als Bodendenkmal unter der Aktennummer D-2-7041-0228 mit der Beschreibung „untertägige mittelalterliche und frühneuzeitliche Befunde im Bereich des Schlosses Steinach, darunter die Schlosskapelle und Spuren der Vorgängerbebauung“ geführt. Unmittelbar im Westen schließt der hochmittelalterliche Burgstall Steinach an (Bodendenkmal mit der Aktennummer D-2-7041-0054).

## Geschichte
1324 wird in dem Salbuch des Augsburger Domkapitels Steinach als officium und somit als Zentrum der Propsteigüter bezeichnet. Das Domkapitel besaß hier Hofmarksrechte und war dem judicium Straubing eingegliedert. Diese Rechte gingen sogar über die niedere Gerichtsbarkeit hinaus und umfassten auch die Malefizigerichtsbarkeit über die Kapitelleute.
Die Propsteigüter des Domkapitels Augsburg sind auf eine Schenkung des Bischofs Bruno von Augsburg zurückzuführen. Das domkapitelinische Besitztum wurde von den Grafen von Bogen als Vögte verwaltet. In Steinach bestanden zwei Gerichtsherrschaften, eine des Augsburger Domkapitels und eine herzogliche, welche sich auf die Güter, die nicht der Propstei angehörten, bezog. Der Vitztum Otto von Straubing hatte 1271 Güter als Lehen des Domstifts erhalten. Auch sein Sohn Albrecht (der Alte) erhielt diese Augsburger Lehen, wer Inhaber der herzoglichen war, ist nicht bekannt. Dieser Albrecht war mit Elsbeth von Toerring verheiratet und hat sich nach Staubing und Stainach genannt. 1299 verkauft Albrecht seine Güter mit Zustimmung des Domkapitels an den Regensburger Bürger Hermann Tuendorfer. Dann fallen die Güter wieder an den Albrecht de Stainach miles (Albrecht der Junge) zurück. Dieser war Richter zu Straubing und hat seine Güter an seinen Vetter Jakob dem Steinacher übergeben. Jakob hat seine Burg Stainach 1322 an seinen Schwiegersohn Albrecht von Sattelbogen († vor 1336) verkauft und zur Bezahlung die Burg Geltolfing erhalten. Albrecht saß 1322–1334 zu Stainach, wobei er nur die Probst-, nicht aber die Fürstenhuben besessen hat. Albrechts Sohn Hans nennt sich ebenfalls von Steinach. Er hatte vielfältige Funktionen inne (1365 herzoglicher Rat und Richter zu Deggendorf, 1369 stiftete er eine Kaplanei in der St. Georgskapelle bei St. Peter zu Straubing, 1381–1394 war er Bürgermeister von Regensburg und nennt sich Hans der Staynacher vom Adelstayn).
1344 kauft sich Dietrich Auer in Steinach ein und gelobt Herzog Heinrich, mit seiner Burg niemals anderen Helfer zu sein und diese nicht gegen den Willen des Herzogs zu verkaufen. 1336 kommt Steinach an Egkolf von der Wart. Auf Egkolf folgt Hans der Warter. Die Reihe der Warter wird mit Jörg und Marx fortgesetzt. Dessen Tochter Kathrein war mit einem Puchberger von Schloss Winzer vermählt, sie kaufte von ihren Brüdern Schloss Steinach mit allem Zubehör. In einer Oberaltaicher Urkunde erscheinen 1405 und 1414 ein Erasm der Warter zu Steinach und 1424 und 1429 Pangratz Warter zu Stainach. In der Landtafeln um 1438 erscheinen Pangratz Warter zu Stainach, 1465 Wolfgang und Cristoff die Wartter zu Stainach und 1490 Marx, die Wartter zu Stainach. 1510 ist ein Cristoff Wartter zu Stainach beim Gericht Straubing verzeichnet. Die Wartter mussten als Hofmarksherren die Landsteuer an das Landgericht Straubing abführen, die Landsteuer aus der Augsburger Propstei wurden an das Landgericht Mitterfels abgeführt. Auch bei der Beschreibung des Landgerichtes Straubing wurden Schloss und Hofmark Steinach zu Mitterfels gerechnet.
1505 soll Herzog Albrecht der Weise Inhaber von Steinach gewesen sein. 1505–1509 übte die verwitwete Warterin Anna von Höhenrain die Präsentationsrechte aus. Diese Anna heiratete einen Wilhelm Paulsdorfer, der von 1509 bis 1519 Burgherr zu Steinach war. Nach diesem Paulsdorfer ist wieder ein Christoph Warter Hofmarksherr. Ihm gelang es, alle Höfe in Steinach in seinen Besitz zu bringen und Steinach zu einer geschlossenen Hofmark zu machen. Seine Witwe Anna von Freiberg hat um 1549 aus den Steinen der alten Burg das neue Schloss errichten lassen. Deren Sohn Hans Wolf ist Protestant gewesen und musste Bayern verlassen. Erwerber der Hofmark war Wiguläus Hundt, auf den sein Sohn Albrecht und wieder dessen Sohn Wiguläus nachfolgen. Diesem werden 1600 die Rechte der Hofmarksjurisdiktion bestätigt. Nach der Familie der Hundt sind die Herwart (Hörwarth) von Hohenburg hier ansässig. 1788 starb Cajetan Reichsgraf von Herwart, noch im gleichen Jahr heiratet Johann Nepomuk Felix Graf Zech von Lobming auf Neuhofen die Frederike Gräfin von Hörwarth von Hohenburg und wird Hofmarksherr.
1816 gelangt Steinach durch Heirat an Max von Kramer, dessen Ehefrau Josepha war eine geborene Gräfin Zech von Lobming auf Neuhofen. 1817 kauft Gräfin Xaveria von Salern den Besitz und veräußert diesen 1839 an die Berchem von Niedertraubling. Das Freiherrlich von Berchem'sche Patrimonial-Gericht Steinach wurde in Folge der Revolution 1848 aufgelöst, die kurzzeitig bestehenden Orts- und Polizeibehörde dem Landgericht Straubing unterstellt. Danach war die Lang von Puchhof Besitzer des Schlosses. 1901 erwarb Carl August von Schmieder das Schloss; hier gründete er ein Gestüt und 1920 die Saatzucht Steinach, welche das markante Schlossgebäude immer noch in ihrem Firmenlogo führt. Sein Erbe war Max von Schmieder, welcher das Schloss wieder veräußerte; weitere Besitzer waren dann Hans Bernd Mayer und Helmut Lindbüchl. Rudolf Presl richtete hier eine Rehaklinik ein. Die weiteren Besitzer, die Familie Lindinger, widmeten das Schloss Steinach für Wohnzwecke um. Heute ist hier auch der Schlossgasthof Steinach  untergebracht.

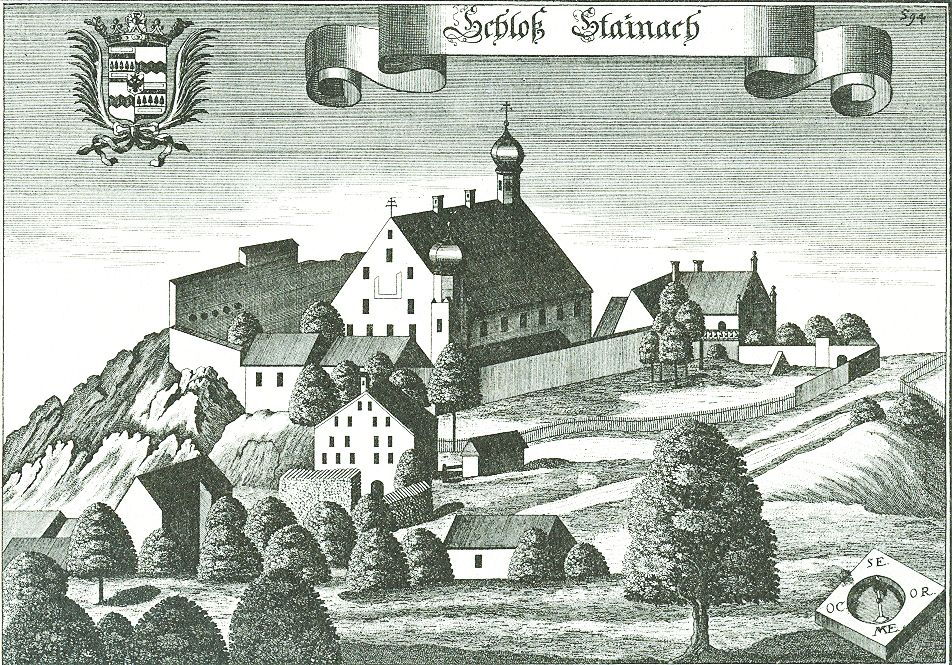
Schloss Steinach nach einem Stich von Michael Wening von 1721

## Schloss Steinach einst und jetzt
In Steinach wurde für die Zeit bis 1006 eine Burg mit den bayerischen Herzögen als Burgherren vermutet, welche allerdings urkundlich nicht nachgewiesen werden kann. 1549 errichtete die damalige Herrschaftsinhaberin und Ritterswitwe Anna von der Wart aus den Bruchsteinen der alten Burg das heutige Herrenhaus, das zum Mittelpunkt des Schlossgutes wurde. Nach einem Kupferstich von Michael Wening von 1726 war Schloss Steinach ein auf einem Hügel liegendes und mit einem hohen Satteldach gedecktes Gebäude; an einer Ecke befand sich ein eingebauter Zwiebelturm, ebenso war ein Dachreiter mit einem Zwiebelturm gedeckt. Die Anlage war mit einer Mauer umgeben, wobei an der Westseite noch die Mauer der ehemaligen Burg vermutet werden kann. Weitere Gebäude sind in die umgebende Mauer eingefügt.
Weitere Umgestaltungen fanden unter Dr. August von Schmieder Anfang des 19. Jahrhunderts statt. Auch 1902/08 wurde das Schloss nach Plänen von Gabriel von Seidl im Stil des Historismus umgebaut. Schloss Steinach wurde Mitte der 1980er Jahre in ein Jagd- und Schlosshotel umgestaltet. Es folgte der Umbau in eine Rehaklinik.
Das Schloss ist eine zweigeschossige denkmalgeschützte Anlage mit einem Polygontürmchen an der Südecke und der Schlosskapelle zum Hl. Georg im nördlichen Erdgeschoss. Die Wirtschaftsgebäude des Schloss- und Betriebshofes sind der ehemalige Ross- und Ochsenstall, ein erdgeschossiger abgewinkelter Satteldachbau mit böhmischen Gewölben aus der ersten Hälfte des 19. Jahrhunderts, der 1906 erweitert wurde. Der ehemalige Kuhstall ist ein langgestreckter Satteldachbau, der 1906 von Iwan Bartky nach Plänen Gabriel von Seidls an der Ostseite des Schlosshofes errichtet wurde. Die ehemalige Scheune ist ein gemauerter Satteldachbau mit ursprünglich offenen Erdgeschossarkaden aus der ersten Hälfte 19. Jahrhundert an der Nordseite des Betriebshofes liegend. Der Schlosspark wurde in der 2. Hälfte des 19. Jahrhunderts angelegt.
Siehe auch: Neues Schloss Steinach (Niederbayern)